# St Buryan
Koordinaten: 50° 5′ N, 5° 37′ W
| \| St Buryan \|    |
| Lage von St Buryan |
| St Buryan          |

| St Buryan |

St Buryan (kornisch: Eglosborrie) ist eine Gemeinde im ehemaligen District Penwith der Grafschaft Cornwall in England. Benannt wurde St Buryan nach der irischen Heiligen Buriana. Der Ort liegt etwa acht Kilometer westlich von Penzance an der B3282 Richtung St Levan.
Seit 1990 steht der Ort mit seiner schönen Naturlandschaft unter besonderem Schutz. Außerdem ist er auch historisch ein wichtiger Ort mit seinen zahlreichen Funden aus der Jungsteinzeit, seinen Keltenkreuzen und seinen Steinkreisen. Einige Maler der Newlyn School wohnten im südlichen Gemeindeteil Lamorna. Dem Maler Samuel John Birch gefiel es dort so gut, dass er den Ortsteil zu seinem Künstlernamen machte.

## Geographie
Die Gemeinde hat eine Landfläche von 28,2 km², sowie einen 6 Hektar großen Küstenstreifen und eine Wasserfläche von einem Hektar. Der nördliche Teil des Gebietes liegt am höchsten und flacht Richtung Küste immer weiter ab. Mit 200 Metern ist der Hügel Chapel Carn Brea der höchste Punkt von St Buryan. Die Küste ist durchwegs schroff und steil. Der Ort selbst liegt auf einem kleinen Plateau.

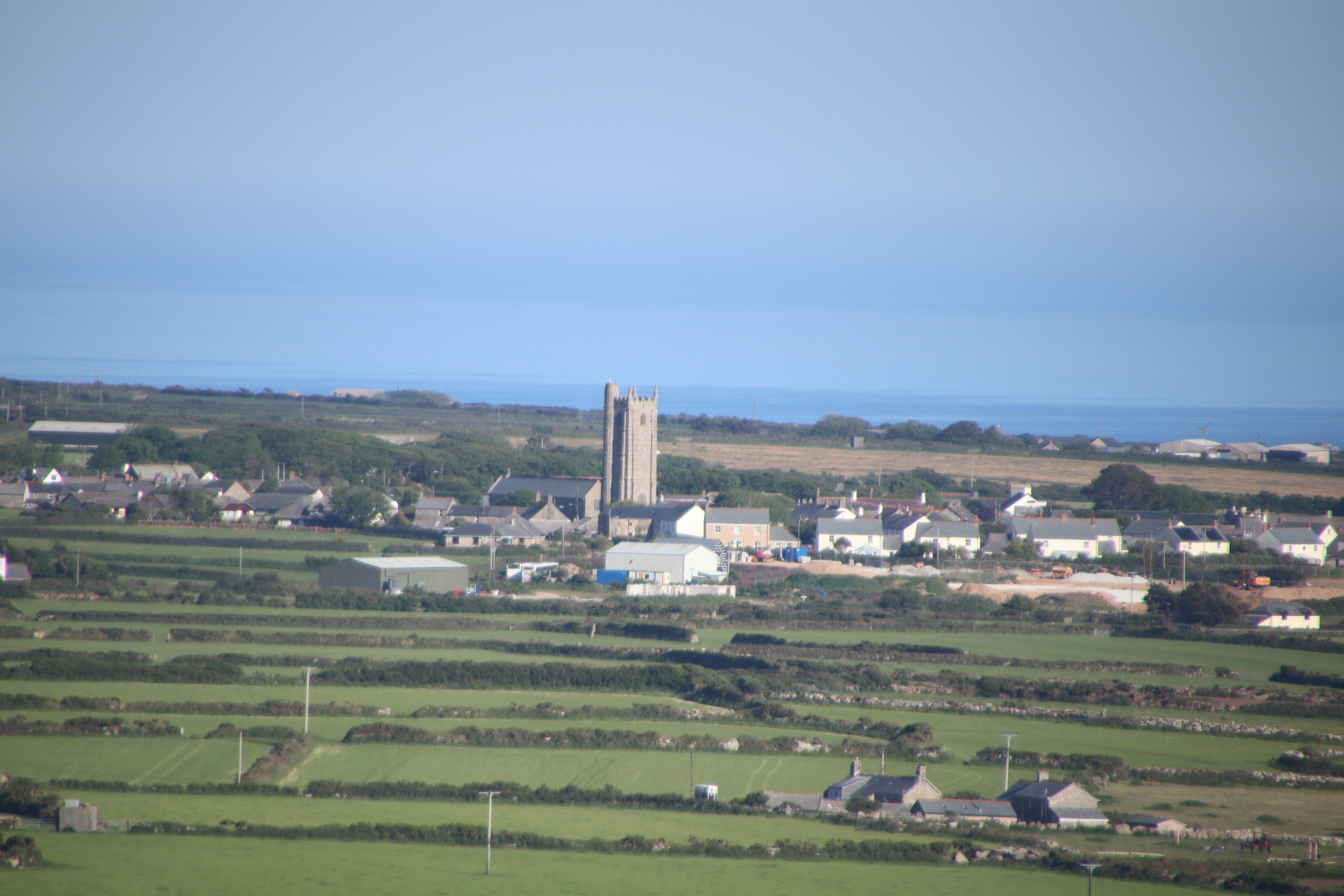
St Buryan, Cornwall

## Geschichte

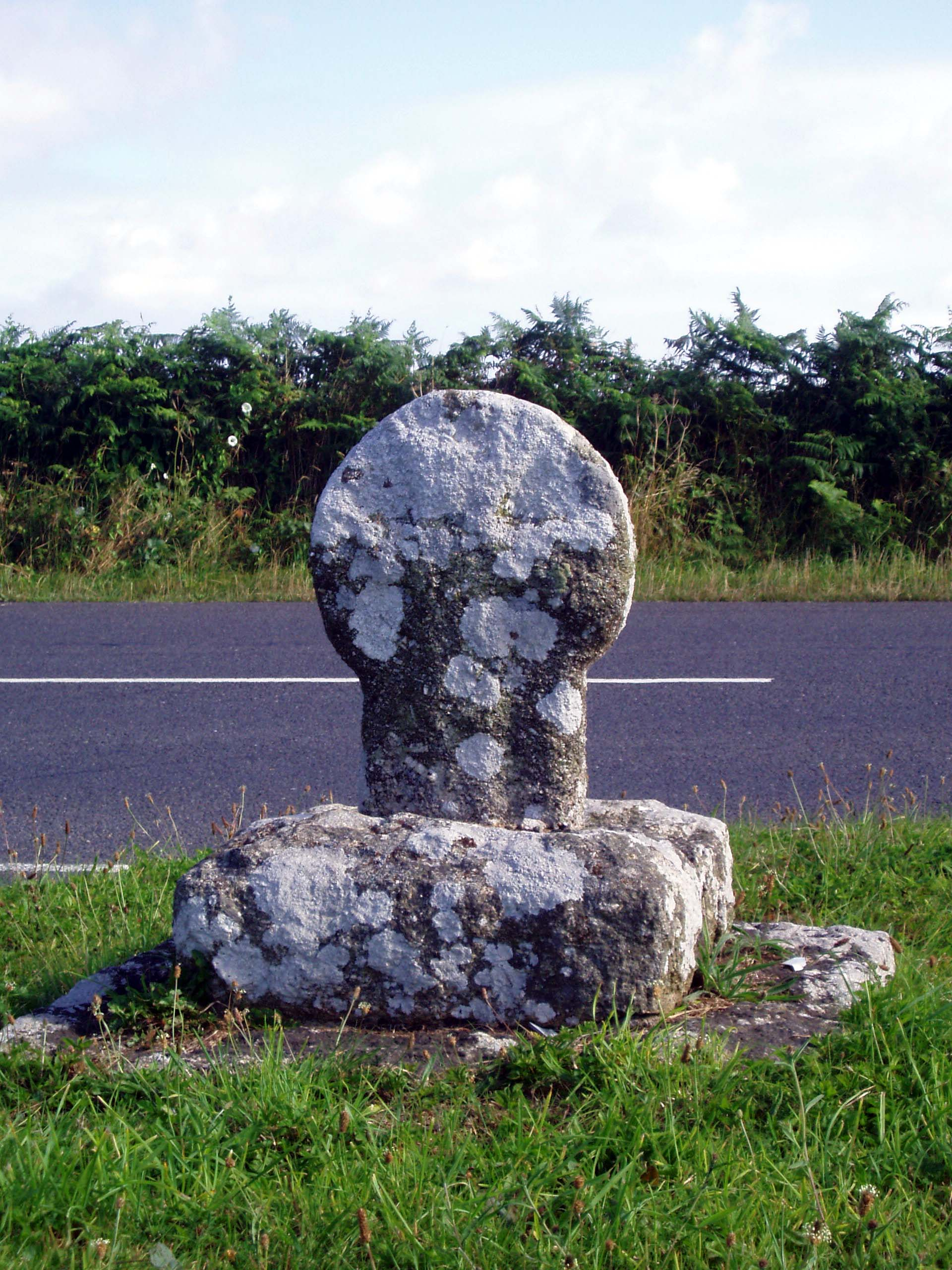
Keltenkreuz im Teilort Crows-an-Wra

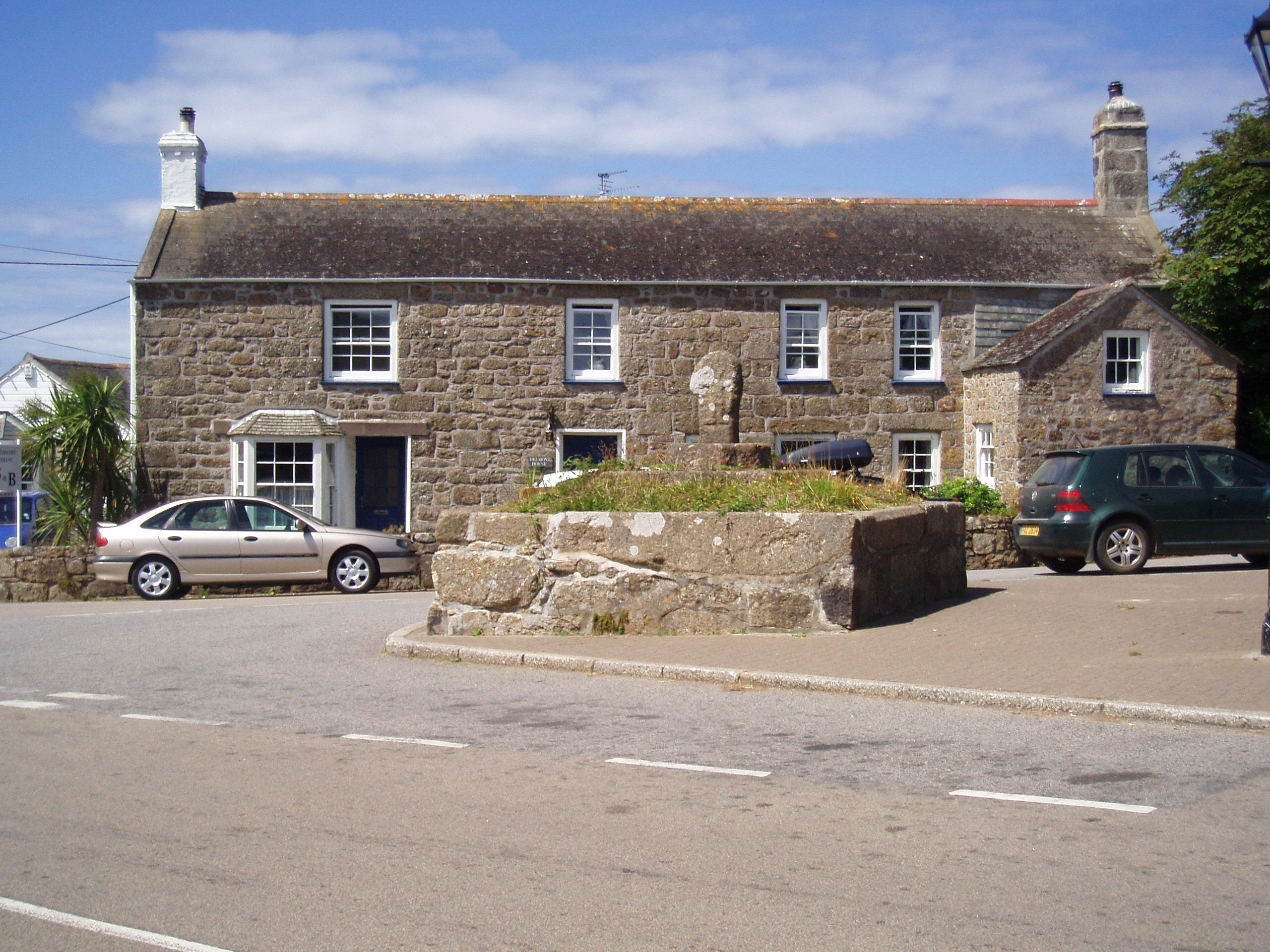
Steinkreuz in der Ortsmitte

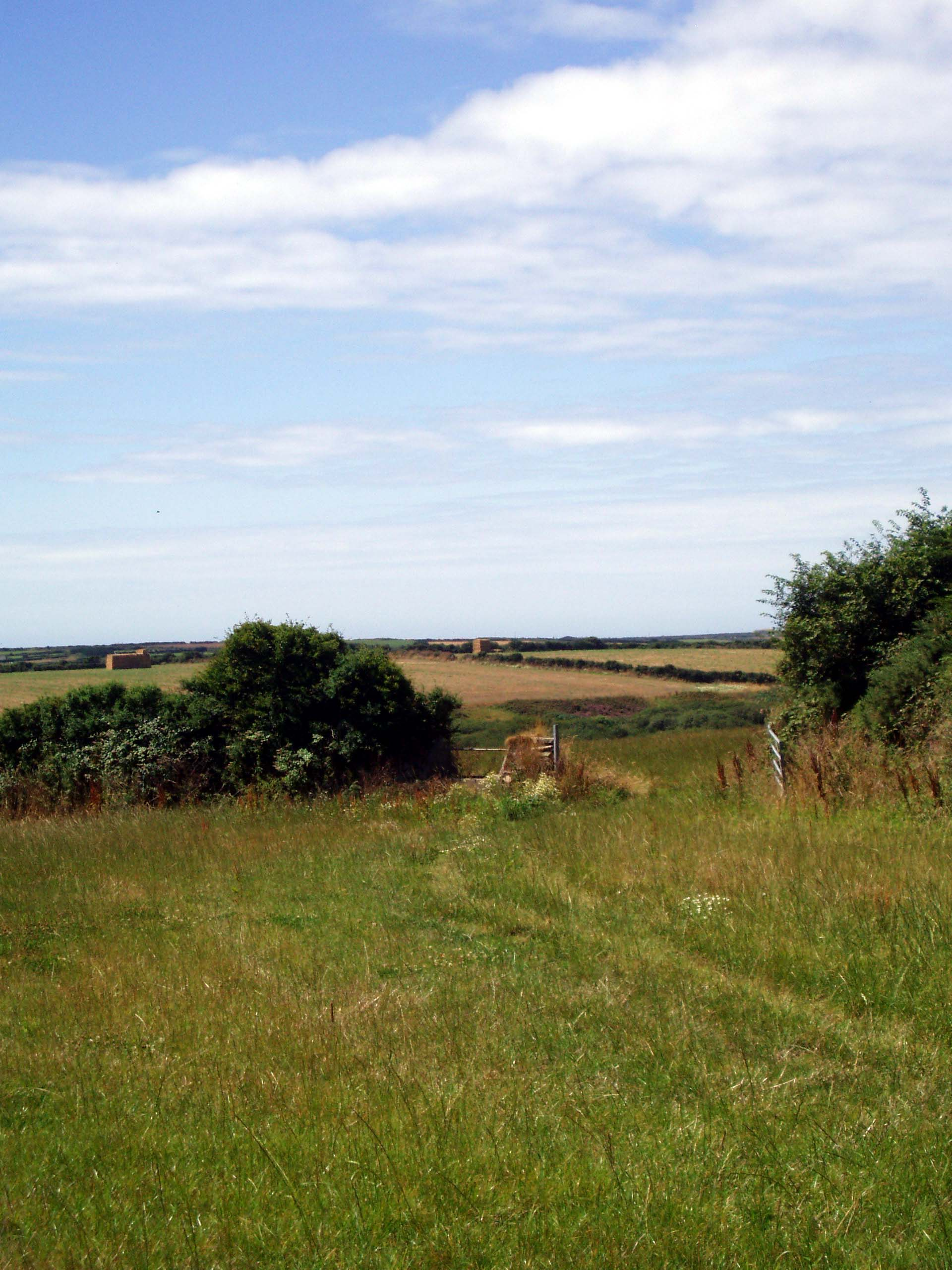
Landschaft im Süden von St Buryan

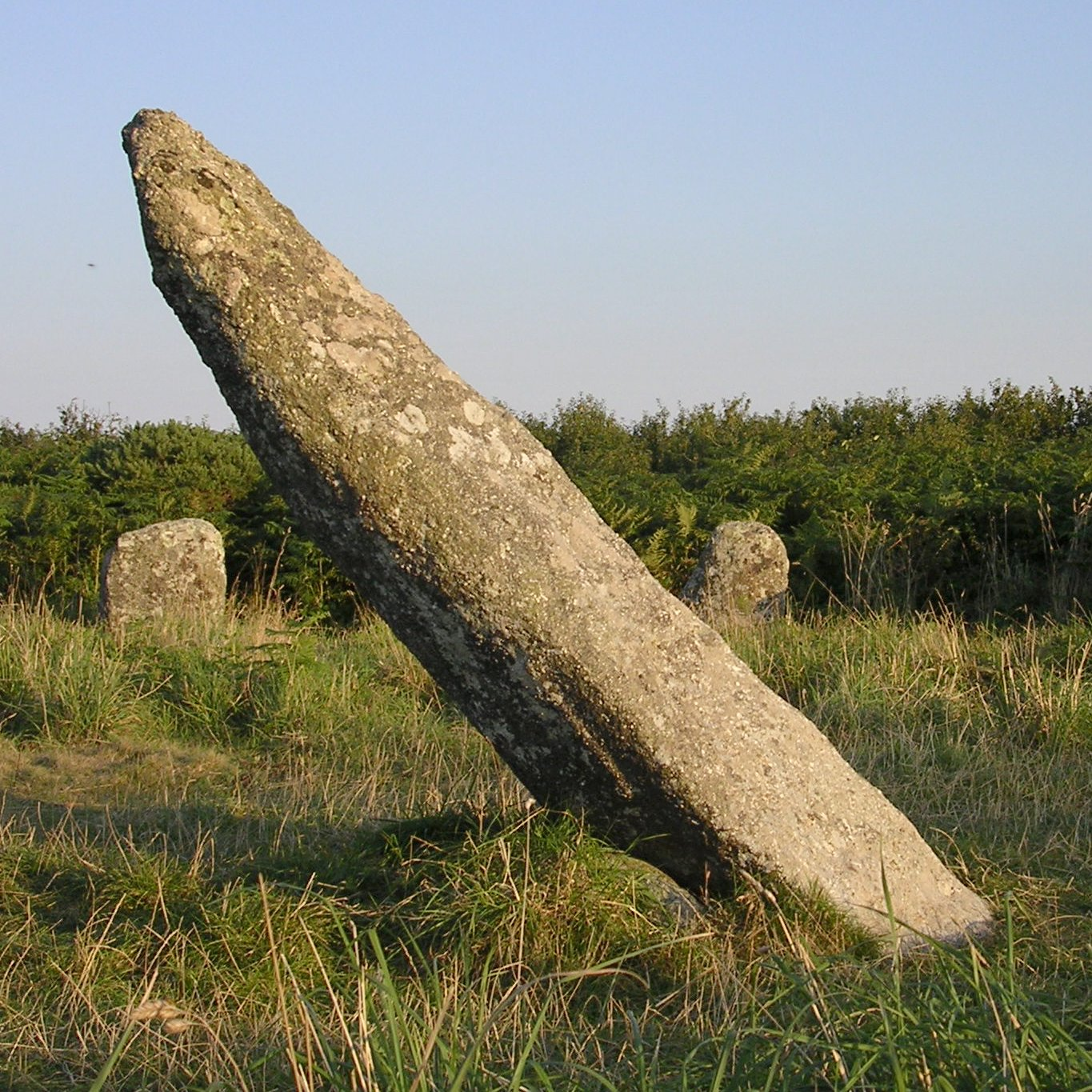
Der Steinkreis Boscawen-ûn

### Jungsteinzeit
Das umliegende Gebiet von St Buryan war bereits während der Jungsteinzeit besiedelt. Dies beweisen die zahlreichen Steinkreise, Gräber und andere Fundstellen. 1,5 km nördlich des Ortes liegt Boscawen-ûn, ein Steinkreis mit 19 Steinen, dessen Mittelpunkt ein seitlich liegender Megalith bildet. Die Merry Maidens, drei Kilometer südlich entlang der B3315 nach Land’s End gelegen, bilden ebenfalls einen Steinkreis zu dem die Pipers of Boleigh und des Fogou von Boleigh gehören.
Um den Ort befinden sich noch viele einzel stehende Menhire sowie Steinkreuze. Einige ursprüngliche Menhire wurden durch die frühe christliche Kirche in Steinkreuze umgeformt.
Die drei berühmtesten in St Buryan stehen im Kirchhof, in der Ortsmitte und in Crows-an-Wra.

### Bronze- und Eisenzeit
Nur einige hundert Meter von den Merry Maidens entfernt befindet sich Cruk Tregyffian, eine Grabkammer aus der Bronzezeit, die bei Straßenbauarbeiten der B3315 entdeckt und unglücklicherweise auch beschädigt wurde. Der Grabhügel besteht aus senkrecht stehenden Steinen geschmückt mit Zeichen und vier Schlusssteinen, die von einer Steinmauer umgeben sind. Am Fundort stehen heute nur die Replikate der verzierten Steine. Die Originale befinden sich im Museum von Truro um sie gegen Witterung zu schützen.
Weiter östlich entlang der B3315 gibt es ein Souterrain aus der Eisenzeit. Der Zweck von Fogous (abgeleitet aus dem Kornischen für Höhle) ist nicht bekannt. Es wird spekuliert, dass die Kammern als Nahrungsspeicher dienten oder für Zeremonien benutzt wurden. Das Souterrain hat einen großen Eingangsbereich, der zu einer langen Passage führt. Innerhalb des Baus befindet sich eine weitere schmalere und niedrigere Passage.

### Mittelalter
Im Jahr 931 fand eine Revolte gegen die Angelsachsen durch die kornischen Kelten (unterstützt von den Dänen) statt. Dies führte zu einer Schlacht im Südosten des Ortes Boleigh, der heute ein kleiner Weiler ist. Der englische König Æthelstan zerschlug aber die Widerstandsbewegung und eroberte kurz darauf die Scilly-Inseln. Er ließ auch eine Kirche und ein Kloster in St Buryan errichten.
Während der normannischen Eroberung fiel das Gebiet unter die Herrschaft von Robert von Mortain, einem Halbbruder von Wilhelm I. Die Gemeinde wird im historischen Reichsgrundbuch Domesday Book mit dem alten kornischen Namen Eglosberrie (oder auch Eglosburrie) erwähnt. Zu jener Zeit hatte der Ort nur sechs Einwohner.
Im frühen 13. Jahrhundert übernachtete Johann Ohneland, nachdem er aus Irland kommend in Sennen angelegt hatte, in St Buryan. Während seines Besuchs inspizierte er den Bergbau von Penwith und untersuchte, ob die eingestellten deutschen Ingenieure die Leistungsfähigkeit der Bergwerke verbesserten. Im 14. Jahrhundert wuchs der Ort zu einem wichtigen regionalen Zentrum heran. Eduard I. erteilte St Buryan bereits im Jahre 1302 das Marktrecht. Daraufhin fand jede Woche am Samstag ein Markt statt.

### Frühe Neuzeit bis Gegenwart
Einer der namhaftesten Söhne von St Buryan während des 17. Jahrhunderts war William Noy, der auf dem Anwesen Pendrea geboren wurde. Er war Jurist und Parlamentsabgeordneter. Abgesehen von einer Ausnahme wurde er, ab 1603 bis zu seinem Tod, immer wieder für einen Wahlkreis seiner gebürtigen Grafschaft Cornwall als Stellvertreter gewählt.
Während der industriellen Revolution stieg die Bevölkerung durch die große Nachfrage nach Zinn und durch die neue Eisenbahnstrecke kurzfristig an. Danach sank sie bereits wieder, da der boomende Bergbau in St Buryan nur eine zweitrangige Rolle neben der Landwirtschaft spielte. Auch in den Folgejahren sank die Einwohnerzahl weiter. Gründe hierfür waren unter anderem die moderne Agrartechnologie, welche weniger Arbeitskräfte benötigte. Im 20. Jahrhundert fielen ebenfalls einige Arbeitsplätze durch die Schließung mehrerer Geschäfte und einer Molkerei weg. Erst seit 1980 steigt die Bevölkerung durch den Zuzug junger Familien wieder an. Die Schule im Dorf wurde daraufhin erweitert.

## Politik
In der Gemeinde St Buryan wird alle vier Jahre der Gemeinderat gewählt, der insgesamt 11 Sitze einnimmt. Die übergeordnete Regierungsstelle ist der Cornwall County Council. Im Jahre 2005 wurde beschlossen, dass St Buryan zusammen mit St Just einen Kandidaten in den Cornwall County Council wählen darf. Zuvor fiel die Gemeinde zusammen mit Paul, St Levan, Sancreed und Sennen in einen Wahlkreis, der die Wahl von zwei Mitgliedern zuließ.

## Wirtschaft

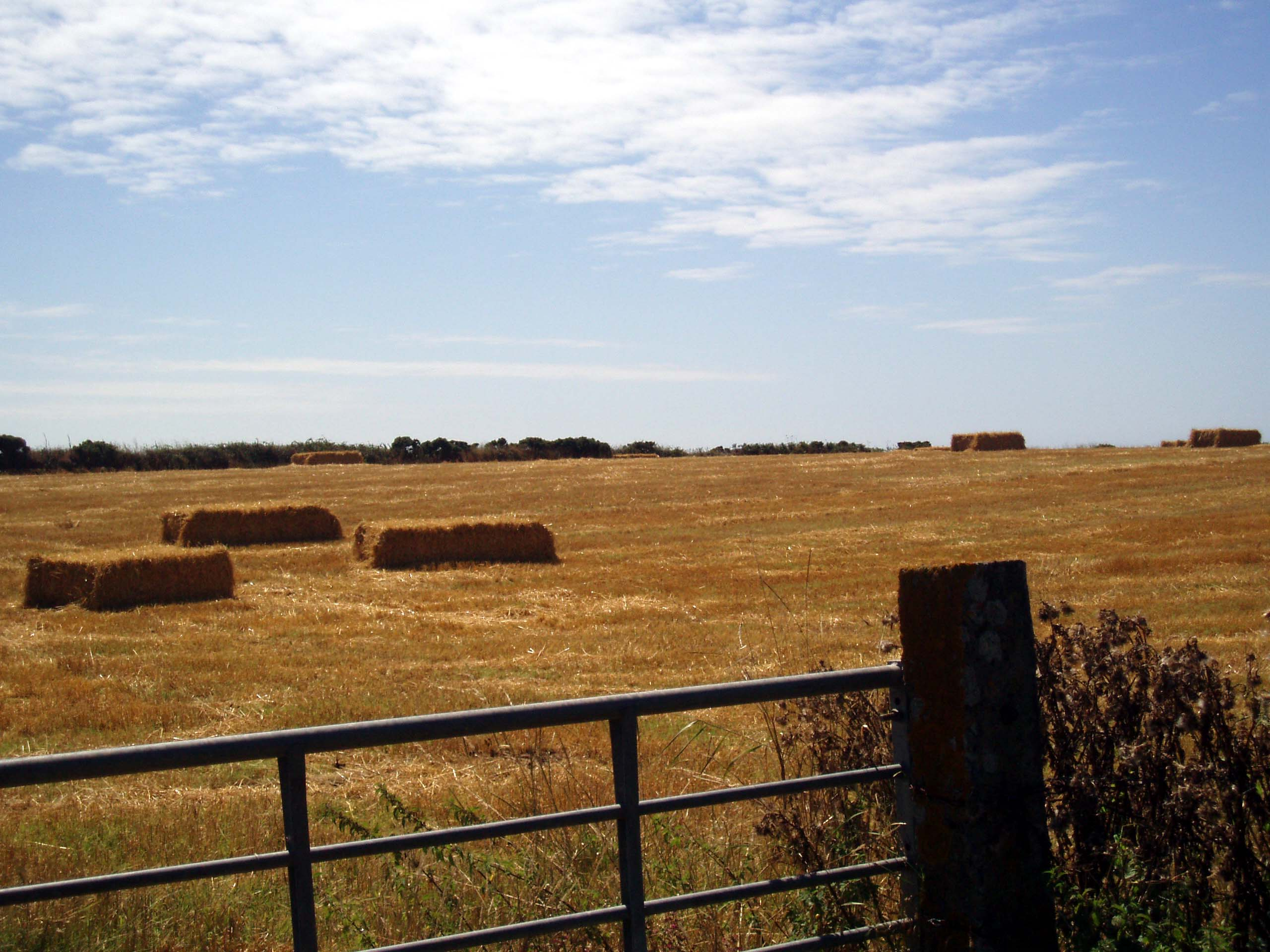
Acker nach der Heuernte in der Gemeinde St Buryan

Der wichtigste Wirtschaftssektor der Gemeinde ist die Landwirtschaft. Neben der im Vordergrund stehenden Milchproduktion werden noch einige Nutzpflanzen angebaut, wie Kartoffeln oder Blumenkohl. Teilweise werden in einigen Betrieben auch Schweine und Schafe gehalten. Wie in ganz Cornwall ist auch hier die Fischerei eine wichtige Einkommensquelle. Viele kleine Krabbenfischer und Langleinen-Fischer arbeiten in den kleinen Buchten und in der Nähe der felsigen Küste.
Neben der Fischerei und der Landwirtschaft spielt auch der Tourismus eine immer größere Rolle.
Landschaftlich reizvolle Ecken, wie Land’s End oder Sennen Cove sowie kulturelle Stätten locken jährlich, besonders während der Sommermonate, viele Besucher an.

## Religion

### Die Kirche von St Buryan

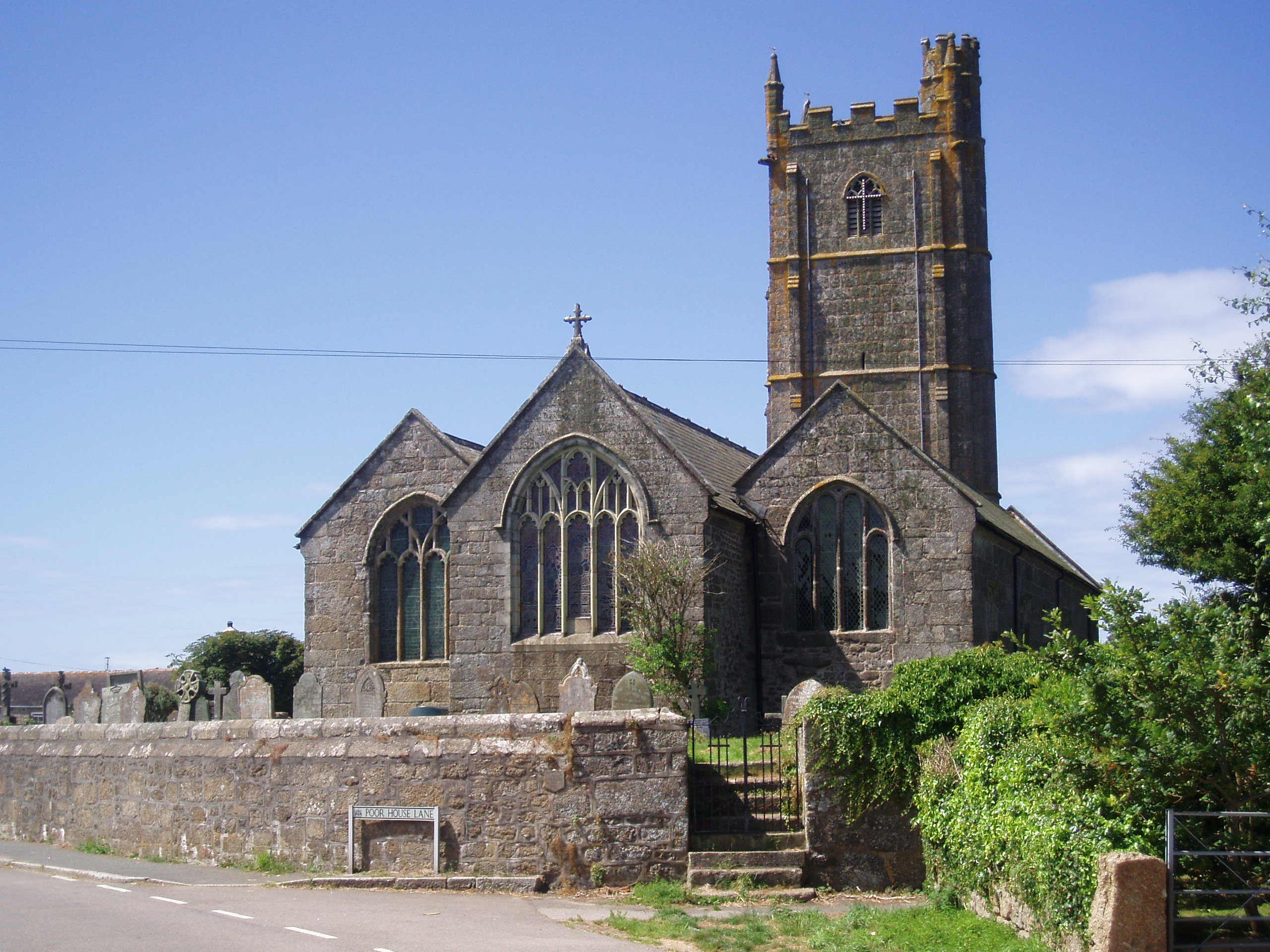
Kirche von St Buryan

Bereits 930 ließ König Æthelstan im Ort eine Kirche zu Ehren der Heiligen Buriana erbauen. Als Dank für die Eroberung von Cornwall. Außerdem wurde auf Verlangen von Æthelstan auch eines der ersten Klöster Cornwalls in St Buryan errichtet. Dieses wurde von Bischof William Briwereby vergrößert und ebenfalls der irischen Heiligen gewidmet. Die Kirche des Ortes wurde lange Zeit als Eigenkirche der Krone angesehen. Damit fiel sie direkt unter den Zuständigkeitsbereich der britischen Monarchie. Nach jahrhundertelangem Streit zwischen der englischen Krone und den Bischöfen von Exeter wurde die gesamte Gemeinde 1327 vom Bischof exkommuniziert. Bereits 1336 wurde dies wieder rückgängig gemacht.
Nur zwei vom König eingestellte Dekane lebten einige Monate im Dekanat von St Buryan. Durch diese Faktoren wurde die Kirche vernachlässigt und stand kurz vor dem Zerfall. Erst 1501 wurde die Kirche umgebaut und erhielt neben einer Vergrößerung auch ihren jetzigen Glockenturm. Während des 15. und 16. Jahrhunderts wurde das Mittelschiff weiter vergrößert. Die letzten großen Veränderungen fanden 1814 durch eine neue Inneneinrichtung und 1956 durch den Bau der Marienkapelle statt.
Das Dekanat wurde nach dem englischen Bürgerkrieg 1663 vom Bischof von Exeter annektiert. Durch den Episkopalismus wurde es später zu einem unabhängigen Dekanat. Heute ist dieses für die Gemeinden St Buryan, St Levan und Sennen zuständig. Die Kirche ist bekannt für sein schweres Glockengeläut. Die Glocken der Kirche, sind bezüglich des Wechselläutens mit sechs Glocken, das schwerste Glockengeläut der Welt.

### Heidentum
Im Jahre 1996 wurde mit Cassandra Latham zum allerersten Mal eine heidnische Ansprechpartnerin für Krankenhaus-Patienten ernannt. Sie hatte so viele Nachfragen, dass sie sich ein Jahr später als offizielle „Dorfhexe“ selbständig machen konnte und das Amt somit nicht mehr auf staatliche Unterstützung angewiesen war.

## Verkehr
Als einer der westlichsten Gemeinden Englands ist St Buryan vom Rest des Vereinigten Königreichs etwas isoliert. Wichtigste Verkehrsverbindung ist die B3282 Richtung St Levan. Drei weitere Straßen treffen sich in St Buryan, die den Ort mit der B3315 Richtung Lamorna verbinden und mit der A30 Richtung Crows-an-Wra.
Die drei Buslinien, die durch die Gemeinde führen, werden von dem Busunternehmen First Davon & Cornwall betrieben, das zur Unternehmensgruppe FirstGroup gehört. Zwei Linien, 1 und 1 A, laufen zwischen Penzance und Land’s End über Gwavas, Sheffield, St Buryan und Sennen. Die Dritte, die Linie 300, führt über einen Rundweg durch St Ives, St Just, Sennen, St Buryan und Newlyn. Die Linien fahren während der Sommermonate regelmäßig von Penzance nach St Buryan bis 10 Uhr abends. In den Wintermonaten fahren dagegen weniger Busse.
Langstreckenreisen mit der Bahn sind nur ab Penzance möglich. Dort befindet sich der westlichste Bahnhof der Bahnstrecke Cornish Main Line. Es gibt ebenfalls die Möglichkeit über die regionale Gleisstrecke St Ives Bay Line nach Penzance zu gelangen. Der nächste größere Flughafen ist der Newquay Cornwall International Airport in Newquay, der sowohl der zivilen (ausschließlich Inlandsflüge) als auch der militärischen Luftfahrt dient.

## Bildung

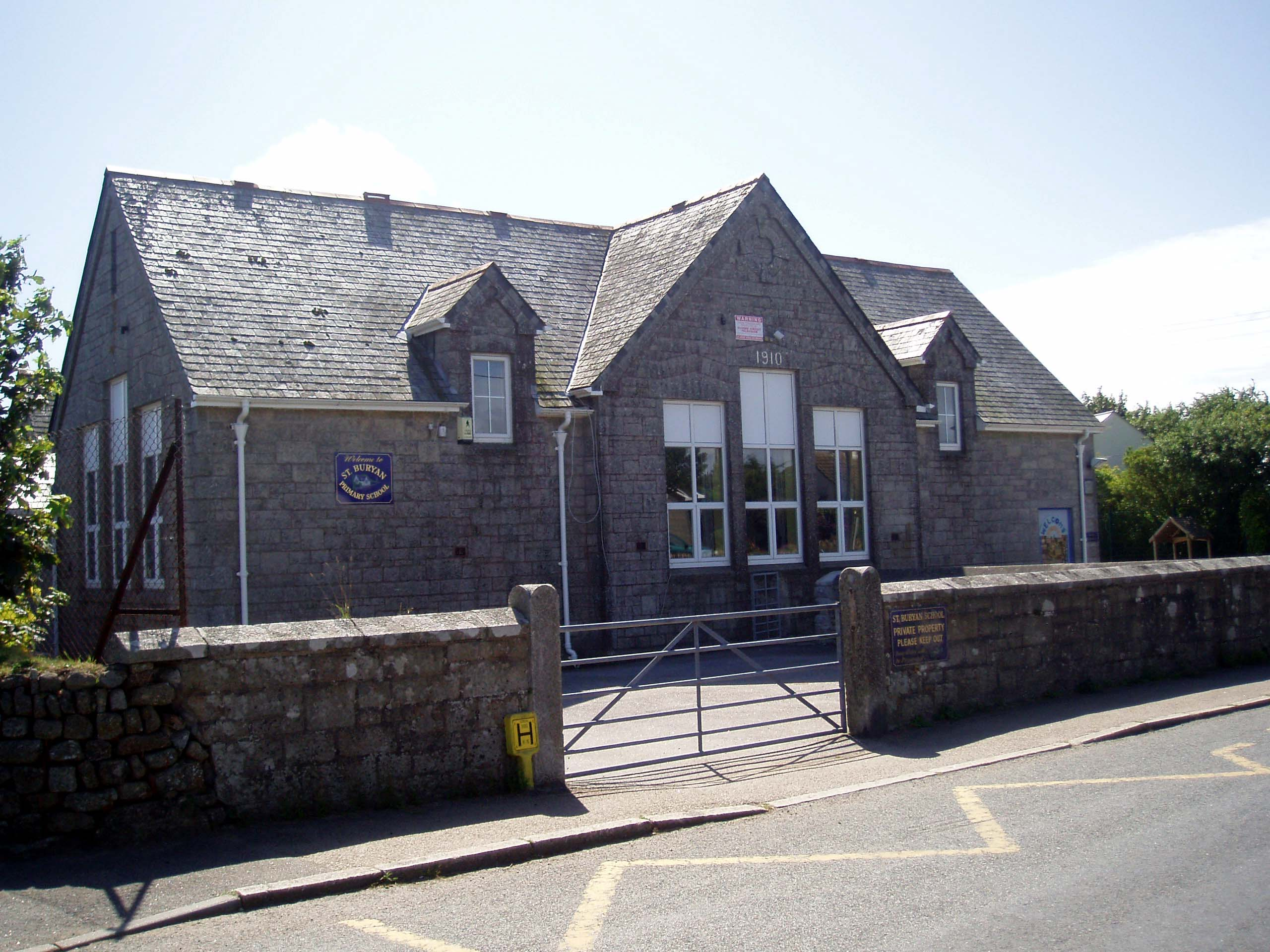
Grundschule in St Buryan

Die erste Erwähnung einer Schule in St Buryan stammt aus dem Jahre 1801. Sie soll neben dem Armenhaus in der Nähe der Kirche gestanden haben. Die Schule wurde von den Verwaltern des Armenhauses geführt. 1830 wurde eine neue kostenpflichtige Schule gebaut, die heute als Gemeindehalle dient. Die Schüler mussten für jeden Unterrichtstag einen Penny zahlen. Als 1875 die Schulpflicht eingeführt wurde, gab es einen großen Zustrom an Schülern, worauf das Gebäude erweitert wurde. 1910 zog die Schule ein weiteres Mal zum jetzigen Standort in die Rectory Road um.
Heute werden in der Grundschule Schüler zwischen vier und elf Jahren unterrichtet. Bis vor kurzem war in der Schule noch eine Kinderkrippe für Kinder im Vorschulalter untergebracht. Diese zog aber in andere Räumlichkeiten der Gemeinde um. Vor einigen Jahren hatte die Schule nur 3 Klassenräume. Unter der Leitung von Paul Gazzard wurde sie umgebaut und bekam ein weiteres Klassenzimmer hinzu, sowie eine Eingangshalle, eine Turnhalle, eine kleine Bibliothek und eine neue Rezeption. Dieser Ausbau wurde finanziell möglich, da die Schule zu dieser Zeit über ihren Haushalt selbst bestimmen konnte. Derzeit besuchen etwa 87 Schüler aus dem Dorf und den umliegenden Gemeinden die Schule. Alle Schüler sind gebürtige Briten und haben Englisch als Muttersprache.